# Rodanthe (Caroline du Nord)
Rodanthe est une census-designated place du comté de Dare, sur l’île Hatteras, qui fait partie des Outer Banks de Caroline du Nord. Rodanthe faisait originellement partie (au même titre que Waves et Salvo) de Chicamacomico. Rodanthe abrite la Chicamacomico Life-Saving Station (Station de Sauvetage de Chicamacomico), qui fut désaffectée en 1954 et est maintenant transformée en musée.

## Démographie
| 2000 | 2010 | - | - | - | - |
| ---- | ---- | - | - | - | - |
| 177  | 261  | - | - | - | - |